# Куяновский сельсовет (Башкортостан)
Куяновский сельсовет — муниципальное образование в Краснокамском районе Башкортостана.
Административный центр — село Куяново.

## История
Согласно Закону о границах, статусе и административных центрах муниципальных образований в Республике Башкортостан имеет статус сельского поселения.
В 2008 году объединён с Редькинским сельсоветом.

## Население
| 2002  | 2009  | 2010  | 2012  | 2013  | 2014  | 2015  |
| ----- | ----- | ----- | ----- | ----- | ----- | ----- |
| 5273  | ↗5652 | ↘5144 | ↘5072 | ↘5012 | ↘4949 | ↘4890 |
| 2016  | 2017  | 2018  |       |       |       |       |
| ↘4851 | ↗4860 | ↘4786 |       |       |       |       |

## Состав сельского поселения
| № | Населённый пункт | Тип населённого пункта       | Население |
| - | ---------------- | ---------------------------- | --------- |
| 1 | Куяново          | село, административный центр | ↘3159     |
| 2 | Редькино         | деревня                      | ↘898      |
| 3 | Новохазино       | деревня                      | ↗339      |
| 4 | Барьязибаш       | деревня                      | ↘202      |
| 5 | Такталачук       | деревня                      | ↗25       |
| 6 | Старый Ашит      | деревня                      | ↗16       |